# Vampyromorpha
Vampyromorpha G. C. Robson, 1929 é uma ordem de moluscos cefalópodes popularmente conhecidos como lulas-vampiro e possuindo apenas uma família (Vampyroteuthidae Thiele, 1915) contendo um único gênero (Vampyroteuthis Chun, 1903) e duas espécies extantes (Vampyroteuthis infernalis Chun, 1903 e Vampyroteuthis pseudoinfernalis D.-J. Qiu, B.-L. Liu & L.-M. Huang, 2024). Seus oito braços estão unidos por uma membrana de pele.

## Espécies fósseis

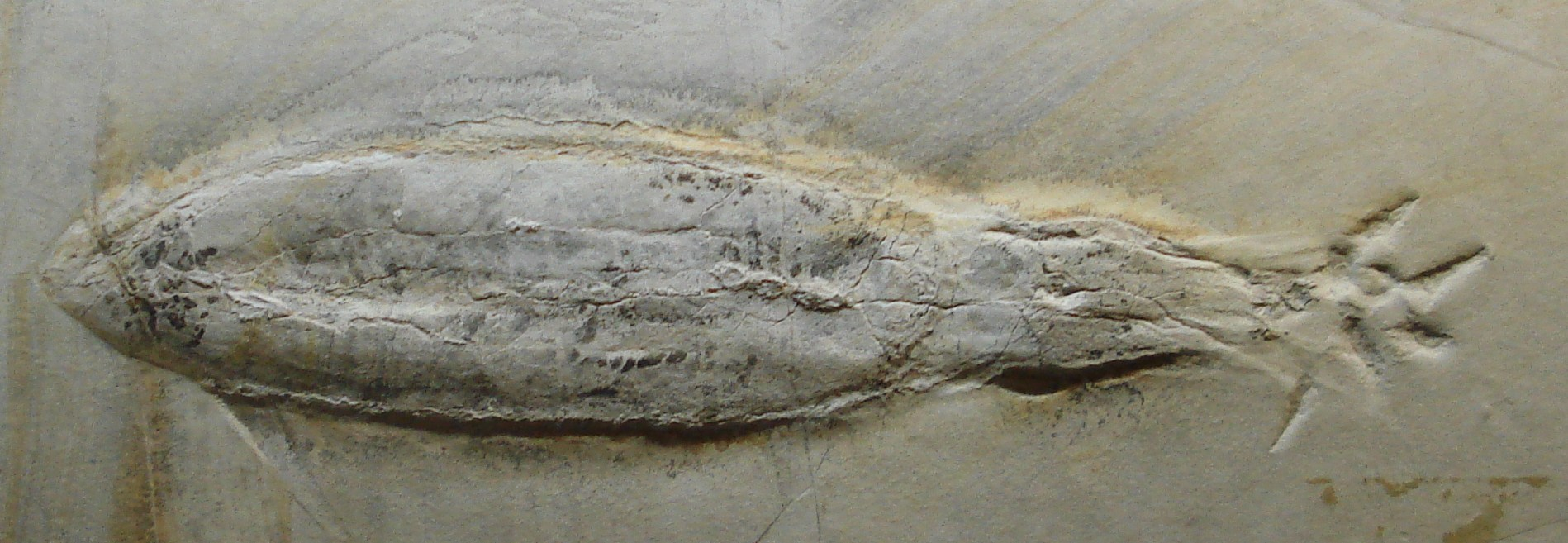
Leptoteuthis gigas
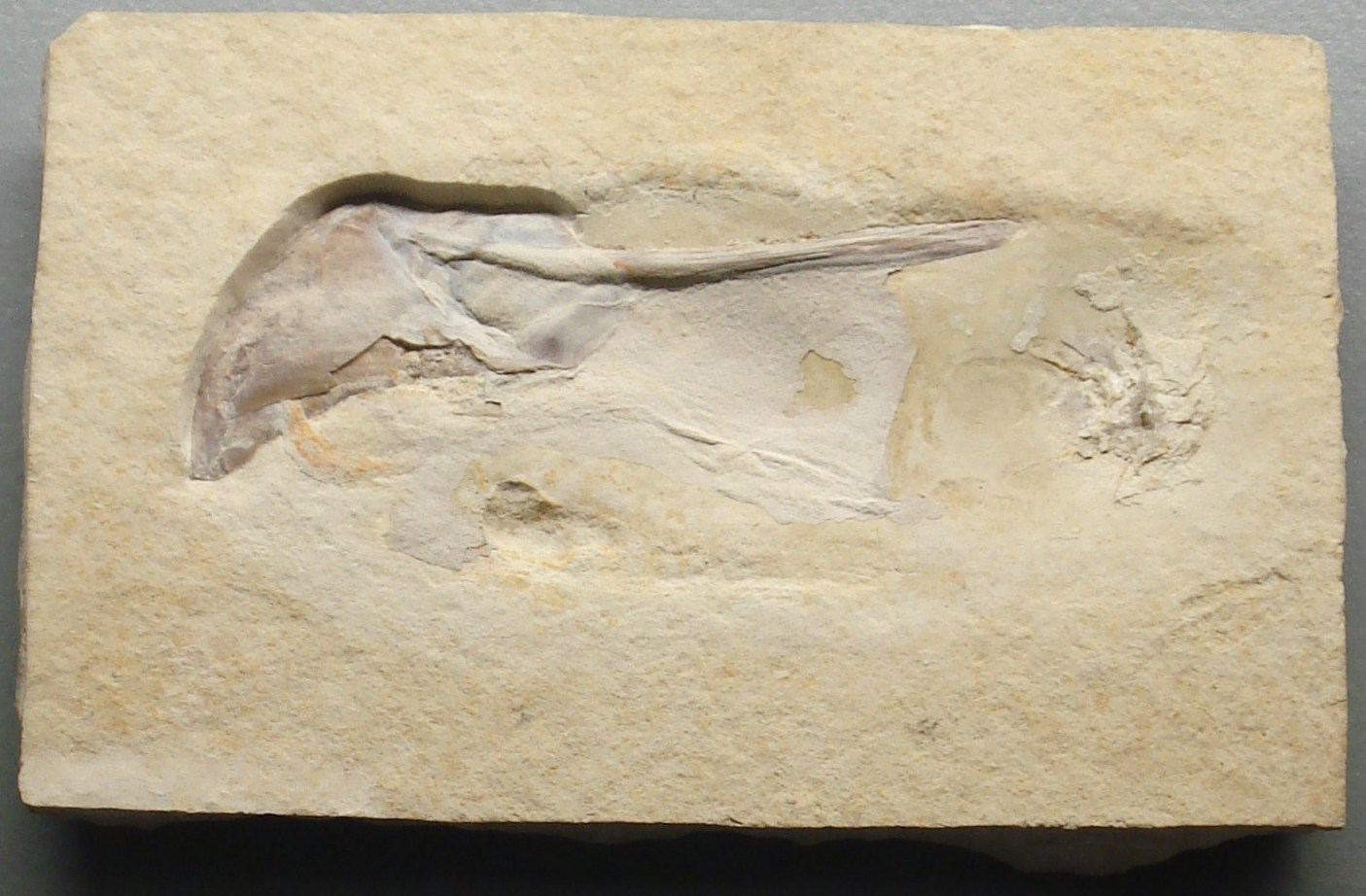
Muensterella scutellaris
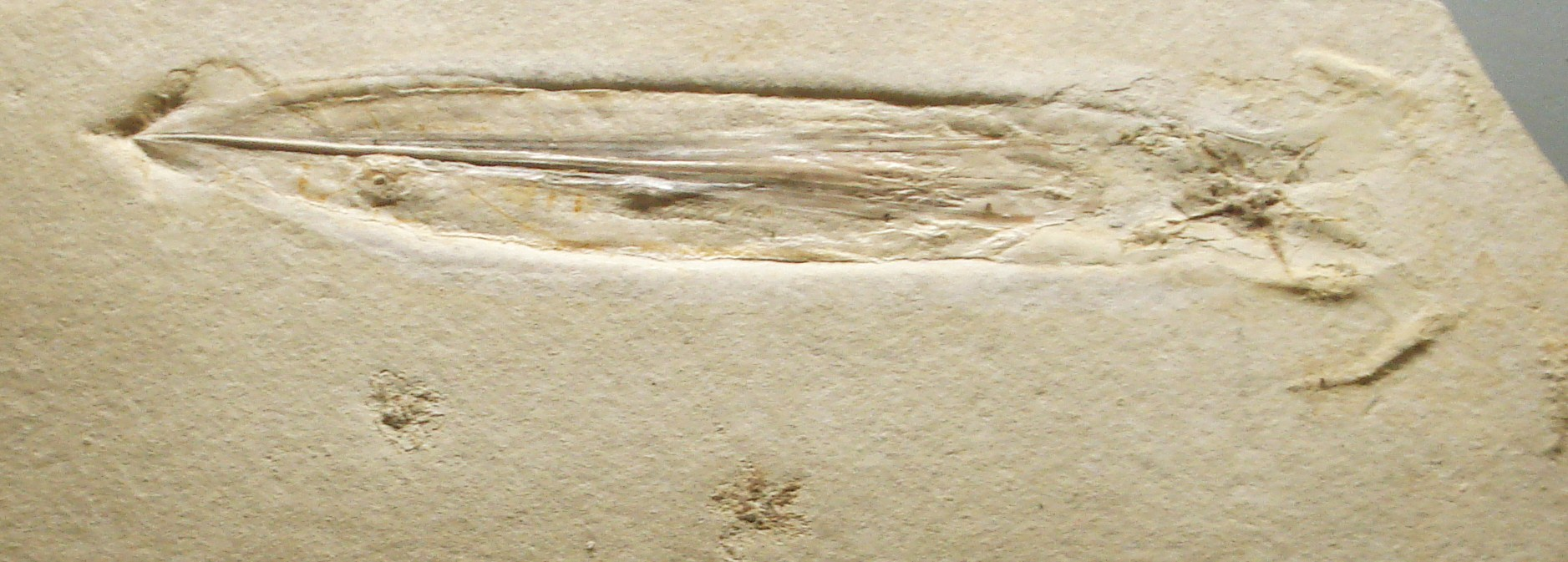
Palaeololigo oblonga